# Hamburg International
Hamburg International Luftverkehrsgesellschaft mbH & Co. Betriebs KG fue una aerolínea con sede en Hamburgo, Alemania. Operaba servicios chárter programados para operadores turísticos europeos, así como chárter especiales y subservicios. Su base principal era el aeropuerto de Hamburgo, con bases adicionales en el aeropuerto de Friedrichshafen, el aeropuerto de Múnich y el aeropuerto de Sarrebruck.

## Historia
La aerolínea fue fundada en julio de 1998 e inició sus operaciones el 28 de abril de 1999. Después de que le revocaran varios contratos de arriendo, Hamburg International se declaró en quiebra el 19 de octubre de 2010. Todos los aviones fueron devueltos a sus respectivos arrendadores y todos los vuelos fueron cancelados con efecto inmediato.

## Flota

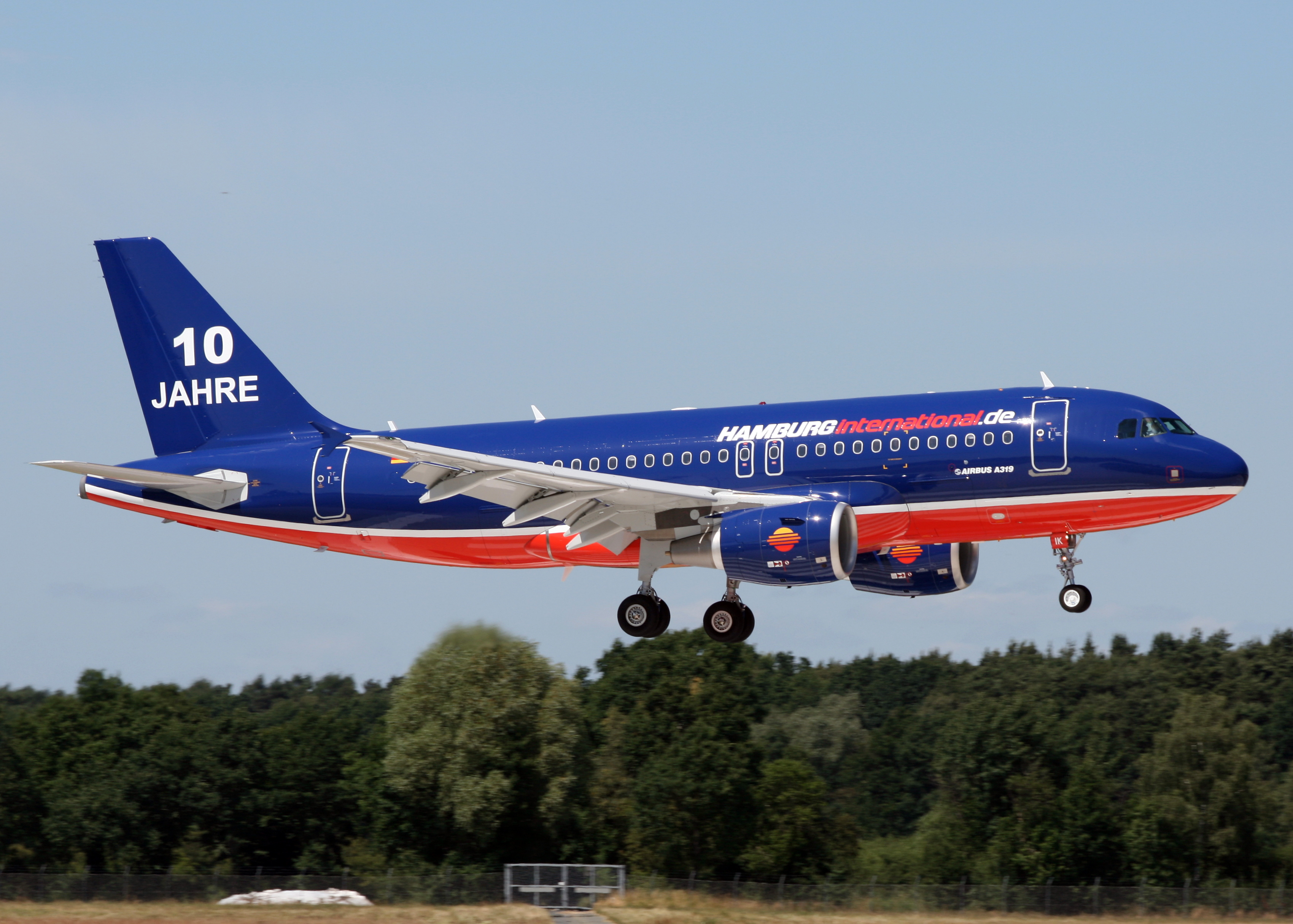
Airbus A319 de Hamburg International

A lo largo de los años Hamburg International operó los siguientes tipos de aeronaves:
| Aeronave        | Total | Órdenes |
| --------------- | ----- | ------- |
| Airbus A319-100 | 8     | 2       |
| Airbus A320-200 | 0     | 4       |
| Boeing 737-700  | 1     | 0       |